# Domácí drůbež

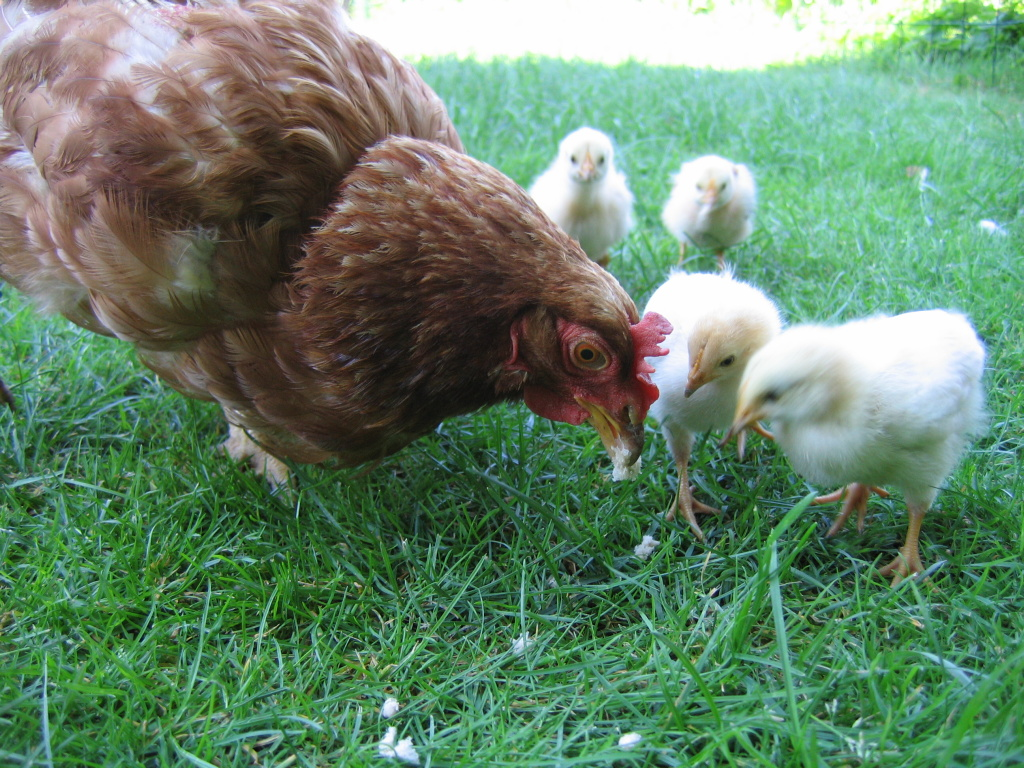
Kur domácí - kvočna s kuřaty

U domácí drůbeže se tradičně rozlišuje hrabavá drůbež (kur domácí, krůty) a vodní drůbež (kachny a husy). Fylogeneticky tvoří drůbež (tedy klady vrubozobí a hrabaví) dobře podloženou monofyletickou skupinu na samé bázi žijících létavých ptáků (Neognathae), zvanou Galloanserae.

## Evoluce
Vývojoví předkové a příbuzní současné drůbeže (hrabavých a vrubozobých ptáků) se prokazatelně objevují již na konci období druhohorní křídy, asi před 81 až 66 miliony let.

## Hrabavá drůbež
Mezi hrabavou drůbež je tradičně zařazován kur domácí a krůty, i když zoologicky do řádu hrabaví (Galliformes ) patří i další druhy drůbeže, včetně perliček, pávů, bažantů a dalších okrasných a jiných druhů ptáků.
Hrabaví jsou ptáci od velikosti křepelky do velikosti krocana. Zobák mají silný, krátký a jen mírně zahnutý. Nohy jsou silné, uzpůsobené k hrabání; drápy jsou tupé. Mají vole, silný svalnatý žaludek, dlouhá slepá střeva, krátká křídla a samec má často na běháku ostruhu. Živí se hlavně semeny, méně zelenými částmi rostlin nebo hmyzem a jeho larvami. Neplavou a nekoupou se, zato se často popelí (popelová lázeň). Peří je tuhé, prachové peří chybí. Vyznačují se výrazným pohlavním dimorfismem. Jsou to ptáci nekrmiví. Mláďata jsou po opuštění hnízda velmi samostatná a sama se živí.

## Vodní drůbež
Vodní drůbež (kachna domácí, kachna husí, husa domácí,...) patří zoologicky do řádu vrubozobí (Anseriformes).
U vrubozobých vytvářejí kraje obou dílů zploštělého zobáku kulisovitě postavené rohovité lamely nebo zoubky, kterými svírají potravu jako kleštěmi nebo přecezují bahno vodou a obsah polykají. Vrubozobí mají proto v dutině zobáku četná smyslová tělíska. Přední 3 prsty běháku jsou spojeny plovací blanou. Tělo je přizpůsobeno k životu na vodě. Je hustě pokryto obrysovým peřím, které nepropouští vodu. Pod ním je na celé ploše těla vrstva prachového peří. Kostrční žláza je velká a vytváří hojně olejovitého sekretu, jímž si ptáci zobákem promašťují peří. Jsou to ptáci nekrmiví, jejich mláďata jsou schopna samostatné výživy. Po vylíhnutí jsou hustě pokryta pápěřím a po uschnutí jsou schopna chůze i plavání. Mají již vysoce vyvinutou regulaci tělesné teploty. Výměna peří je buď jednou v roce (husy) nebo dvakrát do roka (kachny). Samci mají částečně vyvinutý penis.

## Domestikace domácí drůbeže
Názory na původ a historii vzniku hlavních druhů domácí drůbeže nejsou jednotné. Na rozdíl od domácích savců nečiní u domácí drůbeže obtíže jejich odvození od divokých druhů, ale mnohem méně je známa doba, kdy k domestikaci došlo.

### Kur domácí
Příslušníci rodu Gallus (kur) se vyskytují se v několika druzích, případně poddruzích či varietách (názvosloví i systematické členění příslušníků rodu se podle různých autorů různí).
- Kur vidličnatý (k. měnlivý, k. zelený) – Gallus varius (Shaw, 1798), žije na Jávě, ostrově Bali a Malých Sundách. Má jeden lalůček na spodině hlavy. Není kmenovou formou kura domácího.

- Kur čárkovaný (šedý k. džunglový, k. Sonneratův) – Gallus sonnerati (Temminek, 1813), žije v jižnější části Přední Indie. S kurem domácím se sice páří, ale kříženci jsou neplodní. Proto není kmenovou formou kura domácího.

- Kur džunglový (cejlonský k. džunglový, k. žlutý, k. Lafayetův) – Gallus laffayetti (Lesson, 1831), žije v pralesích ostrova Cejlonu. Třebaže se plodně kříží s kurem domácím, není jeho předkem.

- Někdy se uvádí další druh – černý kur džunglový – Gallus murghi.

- Za předka kura domácího je nejčastěji považován kur divoký (k. obecný, k. hřebenatý, k. bankivský, asijský k. divoký, červený k. džunglový) - Gallus gallus (Linné, 1758). Páří se neomezeně s kurem domácím a jeho kříženci jsou plně plodní. Kur obecný osídlil celou Indii od Kašmíru na západě po Tonkin na východě, od nížinných lesů až do hor, dále ostrovy Sumatru, Jávu, Celebes, Filipíny aj. Podle některých autorů existují podruhy kura obecného, např. Gallus gallus ssp. bankiva – kur bankivský.

- Kur domácí – Gallus gallus f. domestica (Linné, 1758) vznikl domestikací kura divokého, případně z některých jeho variet, a to z populací žijících v Přední Indii. S domestikací se začalo zřejmě postupně. Pospolitý způsob života, velká ekologická valence kmenového druhu a jeho pronikání až k lidským obydlím dávaly podnět k jeho držení při lidských bydlištích na malé ploše a v primitivních podmínkách existence domorodců. Zprvu se tak asi dálo z pověrčivosti. Kur totiž svým hlasem hlásil nástup nového dne, takže se zřejmě stal symbolem světla, života a zdraví, pro své chování byl symbolem erotiky a plodnosti a pro svou bojovnost se stal symbolem mužnosti. Proto jej lidé nejdříve používali k rituálním obřadům, pro kohoutí zápasy a jako hospodářsky cenný byl využit teprve později. Římané jako první objevili jeho schopnosti produkovat maso pro lidskou výživu. Vejce jako potravina se konzumovala až ve středověku v Evropě. Pro pestře zbarvené nebo zkadeřené či hedvábné peří nebo pro několik metrů dlouhá ocasní pera, chocholy, vousy a rousy se choval také pro okrasu. Během dlouhého procesu domestikace bylo vyšlechtěno několik set různých plemen, u některých plemen ještě řada barevných rázů.

Počátky domestikace kura domácího sahají asi až do 5.–4. tisíciletí př. n. l. a za kolébku domestikace se zřejmě může považovat Přední Indie, zvláště pak povodí řeky Indus, dále Indočína, Malajsko a Indonésie. Odtud se kur domácí poměrně rychle šířil do sousedních zemí, tedy i na západ do Íránu, Mezopotámie aj. Ve 14.–15. století př. n. l. jej chovali již v Egyptě, a to zprvu jako posvátného ptáka, později, několik století př. n. l., již jako hospodářské zvíře (umělé líhnutí kuřat). V 6.–8. století př. n. l. jej znají již Řekové jako „perského“ nebo „medijského“ ptáka, což zřejmě souvisí s cestami, jimiž se kur domácí dostával na západ již před politickým panstvím Peršanů. V 5. století př. n. l. byl kur domácí rozšířen po celém Středomoří a národy střední Evropy se s ním seznámily na počátku doby železné. V 1. století př. n. l. jej znali již Keltové. Jeho široké uplatnění je dílem Římanů, např. římský letopisec Collumela vydal spis, který obsahuje zásady chovu a krmení domácích ptáků. Středověk podtrhl ještě více význam kura domácího jako zdroje postních jídel. Značný význam pro domestikaci měla nenáročnost kura domácího a přizpůsobivost primitivním podmínkám tehdejších chovů a to, že část potravy si kur obstarával sám z přírody a dále i možnost jej všestranně zužitkovat (peří, vejce, maso).

### Krůty
Krůta domácí – Meleagris gallopavo f. domestica (Linné, 1758) – byla domestikován již indiánskými kmeny (Aztéky) dávno před příchodem Evropanů z mexické formy krůty divoké, která žije dodnes volně v málo obydlených oblastech Severní a Střední Ameriky. Do Evropy byla dovezena Španěly v letech 1523–1524, a to nejdříve samci; ještě v roce 1530 nebyly v Evropě známy samice. V letech 1550–1560 se však už uplatňuje ve Španělsku pro chutné maso a dostává se i do Francie a Anglie, kde se stal tradičním oblíbeným jídlem o Vánocích. K nám se dostala až o 100 let později.

### Perličky
Perlička domácí – Numida meleagris f. domestica (Linné, 1758) byla zdomácněna již před naším letopočtem. Východiskem k domestikaci byla pravděpodobně perlička kropenatá – N. meleagris (Linné, 1758), která se vyznačuje typickou přilbou (kostěný výrůstek na lebce) a žije dodnes divoce v celé řadě variet v severozápadní Africe. Pohlavní dimorfismus je malý.
Do Evropy byla dovezena pravděpodobně nadvakrát. Poprvé její domestikovanou formu získali od Féničanů Řekové kolem 5. století př.K., pro které byla posvátným ptákem, používaným k liturgickým obřadům. Kolem počátku naší éry ji znali i Římané, kteří se cenili zvláště jejího chutného masa a vajec, ale její chov upadl do zapomenutí. Podruhé byla dovezena do Evropy kolem 16. století, kdy byly do Španělska dovezeny ze západní Afriky (Guinea) již polodomestikované perličky a odtud se dostala do Latinské Ameriky. Zde částečně zdivočela a částečně byla úplně domestikována. Odtud se zpětně rozšířila do Evropy. Tím se vysvětluje, proč se perlička nechovala ve středověku v Evropě jako domácí zvíře a proč je vlastně nejmladší naše domestikované zvíře. Chová se hlavně pro vynikající maso a vejce, která skladovaná za obvyklých podmínek si dlouho podržují charakter čerstvých vajec. Její chov nikdy nedosáhl významu kura domácího. Domestikací se perličky také mnoho nezměnily od svých divokých předků – jsou plaché, bojovné, toulají se a nesnášejí se s ostatní drůbeží. Pronikavý hlas perliček je často příčinou i jejich menšího rozšíření.

### Kachny
Mají zobák na konci vždy plochý, zakončený malým nehtem. Na jeho okraji jsou vyvinuty rohovité lamely. Běhák je z boku stlačen a vpředu pokryt příčnými rohovitými štítky. Ryby neloví, takže rybničnímu hospodářství spíše prospívají. Účastní se převodu živin ze souše do vody hnojením rybníků svým trusem. Toho se dříve využívalo v tzv. kaprokachním hospodářství (ryby požírají i ne zcela strávené části potravy obsažené v trusu a trus napomáhá rozvoji planktonu a bentosu).
- Kachna domácí – Anas platyrhynchos f. domestica (Linné, 1758), vyšlechtěna z kachny divoké tzv. březňačky (Anas platyrhynchos Linné, 1758). Římané poznali kachnu domácí u národů sídlících v povodí Eufratu a Tigridu, které chovaly kachny již před naším letopočtem. Tamní domestikační centrum navazovalo na domestikační centrum kachny domácí v Číně a Indii. Římanům patří zásluha, že znalost chovu kachny domácí rozšířili na území římského impéria a odtud do střední Evropy.
 Domestikací kachny divoké se podstatně nezměnil její tělesný tvar a mnohdy ani divoké zbarvení jejích předků, ale pozměnily se její vlastnosti fyziologické a psychické. Z původně monogamní formy vznikla forma polygamní, byly potlačeny rodičovské instinkty (nesedí na vejcích, nestaví hnízda, nevystýlá je prachovým peřím), byla narušena periodicita snášky vajec, byl potlačen stěhovací pud, rytmus života změněn na denní aj.). Domestikaci kachny divoké na kachnu domácí umožnilo několik okolností, např. i to, že dobře snáší lidská sídliště, má silný sdružovací pud s příslušníky svého druhu, jinými ptáky i savci. Je všežravá a nenáročná na potravu.

- Ještě dříve než v Evropě byla kachna zdomácněna v Číně, proto jsou kachny tamního původu domestikací více změněny. Např. kachny pekingské mají bílé peří, chodí vzpřímeněji, jsou odolnější proti nepříznivým podmínkám prostředí, rostou rychleji a jejich maso a peří jsou dobré kvality. Roku 1873 byly převezeny do Sev. Ameriky a tam dále prošlechtěny.

- Třetí domestikační oblastí kachny je indická kulturní oblast, kde vznikla forma nazývaná indický běžec. Je to kachna lehkého vzpřímeného těla, s hlavou vysoko nesenou na štíhlém krku. Vyznačuje se celoroční snáškou (150–200 vajec). Z Indie se dostala i do okolních zemí, zvláště do Japonska, ale i do Evropy.

### Pižmovky
Mají na hlavě holá červená místa páchnoucí pižmem. Pocházejí většinou z tropických zemí.
- Pižmovka domácí – Cairina moschata f. domestica (Linné, 1758) bývá v běžné praxi označována jako kachna pižmová. Kmenovou formou pižmovky domácí je pižmovka velká (C. moschata Linné, 1758), která dosud divoce žije na jihu Ameriky, od Mexika až po Paraguay. Peří má černé a typickým znakem je bradavičnatost u kořene horní čelisti zobáku. Živí se převážně zelenou potravou. Má menší nároky na vodní nádrže, její peří je méně mastné než u kachen; množstvím prachu se vyrovná peří hus a nemá také kachní pach. Na vejcích sedí 35 dní, což je nejdéle ze všech druhů drůbeže. S pižmovkou domácí se setkali Evropané jako s ptákem zdomácnělým již Indiány. Do Evropy byla převezena v 16. století. Proces její domestikace však není ukončen (létání, zanášení vajec, původní zbarvení). Vyznačuje se také antagonismem k ostatní drůbeži – je proto nezpůsobilá do velkochovů, přestože má vynikající maso, dobré peří, rychle roste a není náročná na potravu ani vodu. Páří se s kachnou domácí, ale potomci jsou neplodní.

### Husy
Husy mají poměrně vysoký zobák ukončený nehtem, který kryje celou plochu konce zobáku. Běháky jsou pokryty štítky tvaru šestiúhelníků a jsou poměrně vysoké a silné. Husy jsou býložravci; vedou denní způsob života. Proces domestikace není přesně znám. Usuzuje se, že ve střední a severní Evropě se husa domácí odchovala z husy velké, v jižní Evropě a severní Africe z divoké husy nilské a v Číně a Japonsku z divoké husy labutí.
- Husa domácí – Anser anser f. domestica (Linné, 1758) – je po holubu domácím nejstarší domestikovaný pták v Evropě. Její kmenovou formou je husa velká (Anser anser Linné, 1758). Je vyobrazena na egyptských malbách již z 3. tisíciletí př. n. l. Střediskem domestikace husy domácí byla pravděpodobně jihovýchodní Evropa, zvláště oblast staré řecké kultury, nebo Přední Asie. Husa jako domácí pták byla známa Řekům v době Homérově, tj. v 8. století př. n. l. Všechny indoevropské národy při osídlování Evropy ji již znaly. Rozšíření husy domácí do tehdy známého světa je dílem především Římanů. podněty, které vedly k její domestikaci, nejsou přesně známy. Určitý význam měly nepochybně náboženské otázky, kdežto hospodářské hledisko se asi uplatnilo teprve později. K její domestikaci přispěly skutečnosti, že housata husy velké snadno přilnou k člověku, v zajetí přijímají ochotně potravu a již v prvním pokolení ztrácejí divokost. Vedou denní způsob života podobně jako člověk, pasou se většinou na souši a mají vysoce vyvinutý pud pospolitosti jak mezi příslušníky svého druhu, tak i s jinými zvířaty.

Domestikací se pozměnily některé původní vlastnosti divokého předka – z monogamního ptáka se stal pták polygamní, zvýšila se snáška (původně 4–7 vajec ročně), na vejcích sedí jen husa, stěhovací instinkt byl silně potlačen a uspíšilo se pohlavní dospívání.
- Husa čínská – Anser cygnoides f. domestica (Pallas, 1776) – je domestikovanou formou husy labutí, která žije divoce v jižnější části Sibiře, Mandžuska a přilehlých krajin. Svým vzhledem připomíná labuť. Domestikačním střediskem husy čínské je asi Čína, kde byla chována již před více než 3000 lety. Odtud se dostala do Indie a Japonska.

- Husa nilská – Alopochen aegyptiacus byla zdomácněna Egypťany již asi 2500 let př. n. l. S úpadkem egyptské kultury pozbyla významu.